# رئيسة الولايات المتحدة في الثقافة الشعبية
طرحت فكرة تولي امرأة منصب رئيس الولايات المتحدة من قبل العديد من الكتاب، وذكرت في العديد من الروايات (بما في ذلك الخيال العلمي)، والأفلام، والتلفزيون، ووسائل الإعلام الأخرى. جسدت العديد من الممثلات شخصية رئيسة الولايات المتحدة، سواء في الأعمال الدرامية أو الكوميدية.

## الأفلام والتلفزيون

### 1920-1999
- فيلم الرجل الأخير على الأرض في عام 1924، وهو فيلم خيال علمي صامت، تشغل امرأة منصب رئاسة الولايات المتحدة، ويموت جميع الرجال بسبب انتشار مرض خطير.[1]
- فيلم الرسوم المتحركة القصير بتي بوب  لعام 1932، تترشح خلال الفيلم شخصية بيتي بوب (التي أدت صوتها ماي كويستل). الكرتونية لرئاسة الولايات المتحدة وتفوز بها.[2]
- فيلم الرسوم المتحركة القصير زيتونة (التي أدت صوتها ماي كويستل) لعام 1948، يُظهر تطور شخصية زيتونة الكرتونية ووصولها بنجاح لمنصب رئاسة الولايات المتحدة، تعفي زيتونة الرجال المتزوجين من الضرائب على أمل أن يتقدم باباي للزواج منها.[3]
- فيلم الخيال العلمي مشروع قاعدة القمر في عام 1953، جسدت إرنستين بارير دور رئيسة الولايات المتحدة.[4]
- الفيلم الكوميدي قبلات لرئيسي عام 1964، جسدت بولي بيرغن شخصية ليزلي ماكلاود، والتي تكون أول رئيسة للولايات المتحدة. تكتشفت ليزلي في النهاية أنها حامل، وتستقيل من الرئاسة لتكرس نفسها بالكامل لعائلتها.
- المسلسل التلفزيوني الكوميدي تحية إلى الرئيس في عام 1985، تلعب باتي ديوك دور أول رئيسة للولايات المتحدة. ركز العرض على محاولة الرئيسة جوليا مانسفيلد موازنة مسيرتها السياسية مع تربية أولادها ورعاية أسرتها.[5]
- الفيلم البريطاني الكوميدي جائحة اوبس عام 1986، لعبت لوريتا سويت دور باربرا آدامز، ومثلت دور أول رئيسة للولايات المتحدة.[3]
- في الفيلم الأسترالي لي باترسون ينقذ العالم لعام 1987، لعبت جوان ريفرز دور رئيسة الولايات المتحدة.
- في عام 1990 الفلم التلفزيوني ابنة هتلر جسدت دور رئيسة الوزراء باعتبارها ابنة ادولف هتلر.
- المسلسل التلفزيوني إكس مين لعام 1992، تظهر خلال المسلسل رئيسة للولايات المتحدة لفترة قصيرة.
- المسلسل التلفزيوني سليدرز عام 1995، تجسد تيريزا بارنويل شخصية هيلاري كلينتون في إحدى حلقات المسلسل، وتكون فيه رئيسة الولايات المتحدة في عالم بديل تتولى فيه النساء زمام الأمور.[6]
- فيلم هجوم المريخ، وهو فيلم خيال علمي كوميدي في عام 1996، بطلة الفيلم هي ناتالي بورتمان، وتمثل دور الابنة المراهقة لرئيس الولايات المتحدة، والتي تصبح رئيسة للولايات المتحدة بعد أن تدمر الحكومة من قبل الأجانب.
- الفيلم الكوميدي مافيا! عام 1998، جسدت كريستينا أبلغيت شخصية رئيسة الولايات المتحدة ديان ستين. هذه الشخصية عبارة عن محاكاة ساخرة لشخصية ديان كيتون في سلسلة ثلاثية العراب، تكون كيتون على وشك تحقيق السلام العالمي، ولكن يمنعها عن ذلك صديقها رجل العصابات.[4]

### من عام 2000 حتى الوقت الحاضر
- حلقة بارت إلى المستقبل من مسلسل ذا سمبسونز، يتخيل بارت المستقبل بعد ثلاثين عامًا، لتظهر فيه ليزا سيمبسون رئيسة للولايات المتحدة بعد أن تنحى دونالد ترامب. تولى دونالد ترامب في الواقع رئاسة الولايات المتحدة في عام 2017، وترك منصبه في عام 2021. حلقة الانتخابات من مسلسل آرثر والذي عرض على قناة بس بي إس التلفزيونية، تظهر شخصية ماري أليس كرئيسة مستقبلية للولايات المتحدة.[7][8]
- المسلسل التلفزيوني 24 2001-2010، ظهرت خلاله الممثلة شيري جونز بدور رئيسة الولايات المتحدة. تتولى أليسون تايلور منصبها الرئاسي في فيلم الخلاص:24 لعام 2008، وتستمر في الموسم السابع والموسم الثامن. تستقيل تايلور في نهاية الموسم الثامن وتدخل السجن. يجسد الفيلم شخصية أول امرأة تتولى رئاسة الولايات المتحدة.[9]
- فيلم الخيال العلمي الأمريكي-الأرجنتيني الحبيب المثالي لعام 2001، تدور أحداثه في عام 2030، حين تتولى النساء إدارة العالم، وتلعب سالي تشامبلن دور رئيسة الولايات المتحدة.[10]
- المسلسل التلفزيوني الخيالي مدينة القرن من سلسلة سي بي إس التلفزيونية لعام 2004، تشغل أوبرا وينفري منصب رئيس الولايات المتحدة خلال المسلسل.
- المسلسل التلفزيوني القائد الأعلى 2005-2006، ركز المسلسل على الإدارة الخيالية لعائلة ماكرينزكي ألين (التي تلعب دورها جينا ديفيس)، وهي أول رئيسة للولايات المتحدة، تولت منصب نائب الرئيس بعد وفاة الرئيس الحالي بسبب حادث وعائي دماغي.[11][12]
- المسلسل التلفزيوني الهروب من السجن 2005-2009، تلعب الممثلة باتريشيا ويتيغ دور نائبة الرئيس كارولين رينولدز، تتولى كارولين رئاسة للولايات المتحدة بعد أن رتبت لاغتيال الرئيس السابق.
- المسلسل التلفزيوني الحياة على المريخ 2008-2009، ورد خلال المسلسل فكرة تولي ماليا أوباما، ابنة باراك أوباما، رئاسة الولايات المتحدة في عام 2035.[13]
- المسلسل التلفزيوني أرض الوطن، والذي بدأ عرضه في عام 2011، جسدت خلاله إليزابيث مارفيل شخصية رئيسة الولايات المتحدة إليزابيث كين.  تنتخب كين في عام 2016، وتعتمد سياسة تقليص سلطة وكالة المخابرات المركزية، وتتعرض على إثرها لمحاولتي اغتيال وحملة تشهير من قبل عناصر من الحكومة الأمريكية، والجيش، والمخابرات. تستقيل كين بعد تعرضها لحملة تضليل ومحاولات لزرع أزمة دستورية في الولايات المتحدة.[14]
- المسلسل التلفزيوني الفضيحة، بدأ عرضه في عام 2012، تمثل بيلامي يونغ دور ميلودي مارجريت جرانت، التي تصبح أول رئيسة للولايات المتحدة بعد اغتيال الرئيس المنتخب فرانسيسكو فارغاس ليلة الانتخابات.
- الفيلم الفنلندي الألماني الأسترالي السماء الحديدية، صدر عام 2012، مثلت خلاله ستيفاني بول دور رئيسة الولايات المتحدة في دور محاكاة ساخرة لسارة بالين.[15]
- مسلسل نائبة الرئيس من إنتاج HBO، بدأ عرضه في عام 2012، تلعب جوليا لويس دريفوس دور نائبة الرئيس سيلينا ماير، والتي تصبح الرئيس الخامس والأربعين للولايات المتحدة بعد استقالة الرئيس الحالي لرعاية زوجته المريضة عقليًا.[16]
- مسلسل بيت الورق من إنتاج نتفلكس، بدأ عرضه في عام 2013 وانتهى في عام 2018، جسدت خلاله روبين رايت دور كلير أندروود، التي تتولى رئاسة الولايات المتحدة بعد استقالة زوجها فرانك أندروود.
- مسلسل سيدتي الأمين 2014-2019، عرض على قناة سي بي سي، تلعب تيا ليوني دور وزيرة خارجية الولايات المتحدة إليزابيث ماكورد، والتي تفوز في الانتخابات الرئاسية في الموسم الأخير.
- المسلسل التلفزيوني ظروف عامة 2014-2015، جسدت ألفري وودارد شخصية كونستانس بايتون، والتي تصبح أول رئيسة سوداء للولايات المتحدة.[17][18]
- فيلم ملائكة ووحوش لعام 2015، لعبت بيني جونسون جيرالد دور رئيسة الولايات المتحدة أماندا والر في عالم بديل غير محدد.
- فيلم امسك العلم عام 2015، وهو فيلم كوميدي خيالي إسباني، تظهر خلاله شخصية رئيسة الولايات المتحدة.[19]
- المسلسل التلفزيوني سوبرغيرل، بدأ عرضه في عام 2015، تلعب ليندا كارتر دور رئيسة الولايات المتحدة أوليفيا مارسدين.
- المسلسل التلفزيوني كوانتيكو، بدأ عرضه في عام 2015، تلعب مارسيا كروس دور كلير هاس والتي تتولى رئاسة الولايات المتحدة بعد تنحي الرئيس الحالي.[20]
- فيلم الخيال العلمي يوم الاستقلال لعام 2016، تلعب سيلا وارد دور إليزابيث لانفورد، وهي أول رئيسة للولايات المتحدة في دورتها الخامسة والأربعين، خلفت توماس جي وايتمور، وويليام جراي، ولوكاس جاكوبس. قتلت في نهاية الفيلم من قبل الملكة الغريبة.[21]
- مسلسل المسافرون من إنتاج نتفلكس، ظهر في إحدى حلقاته لعام 2017 تكليف فريق المسافرين بحماية آنا هاميلتون، وهي الطفلة التي ستتولى رئاسة الولايات المتحدة في دورتها الثالثة والخمسون.